# Жандіра Мартіні
Жандіра Лусія Лалія Мартіні (нар. 10 червня 1945, Сантос, Сан-Паулу, Бразилія — пом. 29 січня 2024, Сан-Паулу, Бразилія) — бразильська акторка та авторка сценаріїв.

## Біографія
Мартіні народилася 10 червня 1945 року.
Вона має італійське походження. Закінчила у 1967 році факультет літератури в Католицькому університеті Сантос (UniSantos), а роком пізніше — факультет інтерпретації Школи драматичного мистецтва Університету Сан-Паулу (EAD-USP). Вона була давнім другом актора та письменника Маркоса Карузо, з яким написала кілька хітів для театру та телебачення.
Акторка почала зніматися в кіно з 1966 року та стала відомою в 1987 році, зігравши могутню Теодору в мильній опері «Rede Globo Sassaricando». До того часу вона грала лише невеликі ролі або епізодичні ролі в кількох постановках.
Померла від раку легень 29 січня 2024 року у віці 78 років.

## Фільмографія

### Серіали
- 1983 — Braço de Ferro
- 1987 — Сассарікандо — Теодора Абдалла
- 1990 — A História de Ana Raio e Zé Trovão — Vitória Imperial
- 1991 — O Fantasma da Ópera — Маріон Лейк Фіцджеральд
- 1994 — Ерамос Сейс — Дона Гену
- 1995 — Sangue do Meu Sangue — Rebeca
- 1996 — Brava Gente — Августа Месінарі
- 2001 — Os Maias — Євгенія Сілвейра
- 2001 — Клон — Zoraide
- 2003 — A Casa das Sete Mulheres — Дона Антонія
- 2004 — A Diarista — Dilma (епізод: Aquele com os Loucos)
- 2005 — Америка — Одалейя де Олівейра
- 2007 — Амазонія, де Гальвес і Чіко Мендес — Донана
- 2007 — Desejo Proibido — Dona Guará
- 2009 — Caminho das Índias — Puja
- 2010 — Escrito nas Estrelas — Gildete (Madame Gilda)
- 2011 — Морде та Ассопра — Саломе де Соуза
- 2012 — Salve Jorge — Farid

### Фільми
- 1990 — Uma Escola Atrapalhada — Дона Альма
- 2004 — Ольга — Сара[4]